# Route nationale 148bis
Die Route nationale 148Bis, kurz N 148Bis oder RN 148Bis, war eine französische Nationalstraße.
Die Nationalstraße wurde 1862 zwischen einer Kreuzung mit der Nationalstraße 147 im Nordwesten von  Poitiers und Nantes festgelegt. Sie hatte keine direkte Kreuzung mit der Nationalstraße 148 und geht auf die Route stratégique 1 und Departementsstraße 2 zurück. 1978 wurde sie in die Nationalstraße 149 umgewidmet. Mittlerweile wird diese Nationalstraße nach und nach durch die Nationalstraße 249 ersetzt, welche parallel als Schnellstraße neu gebaut wird.